# White Rabbit (緑黄色社会の曲)
「White Rabbit」（ホワイト ラビット）は、日本のポップ・ロック・バンドである緑黄色社会の楽曲。2023年3月22日にSony Music Labelsの社内レーベルEpic Records Japanより配信限定シングルとして発売された。作詞は小林壱誓、作曲は穴見真吾で、TOHO animation ミュージックフィルムズ『秘密のはなの庭』のタイアップソングとして書き下ろされた。
「White Rabbit」は、オリコン週間デジタルシングル（単曲）ランキングで最高位15位、Billboard Japan Download Songsで最高位18位を記録。発売後、東海テレビ『Finder TRIP』のテーマソングとしても使用されている。

## 背景・リリース
2022年12月26日、TOHO animationが設立10周年を記念して2023年春に「TOHO animation ミュージックフィルムズ」を展開することを発表。このプロジェクトは、アニメーションクリエイターと音楽アーティストのコラボレーションによる「アニメと音楽を融合させたショートフィルム」を制作するというもので、そのラインナップの1つに「石舘波子×緑黄色社会」が挙げられた。また、緑黄色社会がこのプロジェクトのために楽曲（この時点ではタイトル未定）を書き下ろしたことも発表された。
2023年3月9日に「TOHO animation ミュージックフィルムズ」の予告ムービーが公開され、石舘波子×緑黄色社会によるショートフィルムのタイトルが『秘密のはなの庭』、書き下ろし楽曲のタイトルが「White Rabbit」であることが発表された。ショートフィルム『秘密のはなの庭』は、「TOHO animation ミュージックフィルムズ」の第2弾として3月21日に公開された。
ショートフィルムが公開された3月21日、5月17日に4枚目のフルアルバム『pink blue』を発売し、アルバムには「White Rabbit」も収録されることが発表された。この翌日には本作が配信限定シングルとして発売された。本作についてソニーミュージックはおとぎ話の中にいるような世界観の楽曲と紹介している。

## チャート推移
「White Rabbit」は、2023年3月22日付のオリコンデイリーデジタルシングル（単曲）ランキングで初登場12位を記録し、3月25日付の同ランキングでは第5位を記録した。初週ダウンロード数2,691ダウンロードを記録し、2023年4月3日付のオリコン週間デジタルシングル（単曲）ランキングでは初登場15位を記録。
2023年3月29日公開のBillboard Japan Download Songsでは初登場18位を記録。

## クレジット
※出典
- 長屋晴子 – Vocal
- 小林壱誓 – Guitar, Chorus
- peppe – Keyboards, Chorus
- 穴見真吾 – Bass, Chorus
- LASTorder – Programming
- 比田井修 – Drums
- 村上宣之 – Recording, Mixing
- 福井匠 – Assistant Engineer
- 川島尚己 – Assistant Engineer
- 瀧野悠仁 – Assistant Engineer
- 後藤哲 – Assistant Engineer
- 藤田成哉 – Assistant Engineer
- 日浦佑弥 – Assistant Engineer
- 渡邊啓太 – Assistant Engineer
- 佐藤鈴佳 – Assistant Engineer
- 斉藤公平 – Assistant Engineer
- 阿部充泰 – Mastering

## チャート成績
| チャート (2023年)                      | 最高位 |
| -------------------------------------- | ------ |
| Japan Download Songs (Billboard JAPAN) | 18     |
| 日本 (オリコンデジタルシングル)        | 15     |